# Kochliopus trilobatus
Kochliopus trilobatus är en mångfotingart som beskrevs av Karl Wilhelm Verhoeff 1936. Kochliopus trilobatus ingår i släktet Kochliopus och familjen orangeridubbelfotingar. Inga underarter finns listade i Catalogue of Life.